# الشيخ سعد (طرطوس)
الشيخ سعد قرية تتبع منطقة طرطوس في محافظة طرطوس. تقع على مسافة 7 كم من طرطوس، فتضخمت القرية لتصبح ضاحية من ضواحي المدينة. تقع على الطريق المؤدية إلى الدريكيش. يبلغ عدد سكانها حوالي 4,046 نسمة.